# Lipovec (Žilina)
Lipovec (em húngaro: Lamosfalva) é um município da Eslováquia, situado no distrito de Martin, na região de Žilina. Tem 12,76 km² de área e sua população em 2018 foi estimada em 920 habitantes.

## Demografia
| Ano:        | 1994 | 2004    | 2014    | 2024   |
| ----------- | ---- | ------- | ------- | ------ |
| Broj ljudi: | 672  | 844     | 948     | 912    |
| Razlika:    |      | +25,59% | +12,32% | -3,79% |

| Ano:               | 2023 | 2024   |
| ------------------ | ---- | ------ |
| Número de pessoas: | 921  | 912    |
| Diferença:         |      | -0,97% |